# Dunkle Säbelschrecke
Die Dunkle Säbelschrecke (Barbitistes ocskayi) ist eine Art aus der Unterfamilie der Sichelschrecken (Phaneropterinae).

## Merkmale
Die Tiere erreichen eine Körperlänge von 18 bis 22 Millimetern (Männchen) und 18 bis 25 Millimetern (Weibchen). Die Grundfarbe der Tiere variiert zwischen dunkelgrün und schwarz. Dazu kommt eine stark kontrastierende weiße Zeichnung insbesondere am Rand der Hinterleibssegmente. Die Flügel sind rot gefärbt, außen und innen sind sie aber weiß. Insbesondere der Bereich um die Gelenke der Beine, aber auch die Facettenaugen, der Fühleransatz und die Cerci der Männchen sind rötlich gefärbt. Der Halsschild ist auffallend sattelförmig eingedrückt. An seinen Seiten verläuft jeweils auf Höhe der Augen eine weiße Längslinie. Die Männchen besitzen ebenso, wie die Südfranzösische Säbelschrecke (Barbitistes fischeri) einen, wenn auch weniger ausgeprägten nasenförmigen Fortsatz an der Subgenitalplatte.

## Vorkommen
Die Dunkle Säbelschrecke ist gemeinsam mit der Graugrünen Säbelschrecke (Barbitistes yersini) entlang der östlichen Adriaküste ab Istrien verbreitet. Sie kommt aber deutlich südlicher bis zur Peloponnes vor.

## Lebensweise
Die Art neigt zu extremen Massenvermehrungen und kann dann große Teile der Vegetation kahlfressen. Die Straßen sind in solchen Jahren übersät mit überfahrenen Säbelschrecken. Die Tiere haben zu dieser Zeit eine auffallend dunklere Färbung, haben also ähnlich wie manche Arten der Wanderheuschrecken eine Massenphase.

## Referenzen
- Heiko Bellmann: Der Kosmos Heuschreckenführer, Die Arten Mitteleuropas sicher bestimmen, Franckh-Kosmos Verlags-GmbH & Co KG, Stuttgart 2006, ISBN 3-440-10447-8.